# Kasim ibn Mohamed
Kasim ibn Mohamed (598, Mekka – 601, tamtéž) byl nejstarší ze synů islámského proroka Mohameda a jeho manželky Chadídži. Zemřel v roce 601 krátce po svých třetích narozeninách a osm let předtím, než se jeho otec stal prorokem.
Jeho celé jméno bylo Al-Kasim ibn Mohamed ibn Abdullah ibn Šajba. Jeho otec se stal úspěšným obchodníkem. Díky své povaze získal jeho otec přezdívku "al-Amin" (věrný, důvěryhodný). Jeho reputace zaujala Chadídžu, úspěšnou podnikatelku. Mohamed se s ní oženil a podle všech zdrojů bylo jejich manželství velmi šťastné. Krátce po uzavření sňatku Chadídža otěhotněla a narodil se jim syn Kasim.

## Sourozenci
S Chadídžou měl Mohamed ještě dalších 6 dětí:
- Abdullah
- Ibrahim
- Zainab
- Rukaja
- Umm Kulthum
- Fátima